# Fushigi no Rin
ふしぎのRIN est un manga japonais de Michiyo Akaishi. Débuté en 1990, il comporte 6 volumes.

Non publié en français.

## Résumé de l'histoire
Rin Ôgidani (扇谷　霖), et Seiya Michinobe (道之辺　聖夜), amis d'enfance en deuxième année de collège, voient leur vie soudainement bouleversée à cause d'un mystérieux paquet adressé au père de Seiya. Dans ce paquet se trouvent deux capsules, Seiya et Rin en brisant accidentellement chacun une à tour de rôle. De ces capsules sort « quelque chose » qui rentre dans leur corps. Chacun a alors comme une deuxième personnalité, qui parfois parle à leur place, ou agit pour eux. Rin devient très douée en gymnastique et tennis, alors qu'elle n'a jamais touché une raquette.
Cependant ces deux entités ne sont pas forcément amies, et Rin et Seiya ignorent d'où elles viennent. Et, comble, elles se nourrissent d'or, dépérissant si elles n'en mangent pas. Leur mort étant explosive, Rin et Seiya vont tout faire pour ne pas les laisser mourir et ne pas exploser avec elles...